# Герлах, Артур фон
А́ртур Эдуа́рд Э́миль фон Ге́рлах (нем. Arthur Eduard Emil von Gerlach; 19 февраля 1876, Берлин, по другим данным Вена — 4 августа 1925, Берлин) — австрийский и немецкий театральный и кинорежиссёр.

## Биография
Учился у Макса Рейнхардта. Ставил спектакли на сцене Венской оперы и нескольких экспериментальных театров в Германии. 
В кино пришёл поздно. Достоверно известно лишь о двух поставленных им экспрессионистских фильмах на основе германских легенд: Ванина по мотивам новеллы Стендаля «Ванина Ванини» (1922) и Хроника Гринхуса по одноимённой новелле Теодора Шторма, в котором натурные съёмки Люнебургской пустоши в северной Германии играют заметную роль. Скоропостижно скончался в 1925 году во время съёмок третьего фильма Принц Гомбургский по драме Генриха фон Клейста — фильм остался неоконченным.
По некоторым данным, до этих фильмов был также режиссёром двух других фильмов для Ферн Андры, названия которых неизвестны и которые не сохранились.

## Фильмография
| Год  |   | Русское название  | Оригинальное название          | Роль                           |
| ---- | - | ----------------- | ------------------------------ | ------------------------------ |
| 1922 | ф | Ванина            | Vanina oder die Galgenhochzeit | режиссёр                       |
| 1924 | ф | Хроника Гринхуса  | Zur Chronik von Grieshuus      | режиссёр                       |
| 1925 | ф | Принц Гомбургский | Der Prinz von Homburg          | режиссёр, фильм не был окончен |